# Dours
Dours é uma comuna francesa na região administrativa de Occitânia, no departamento dos Altos Pirenéus. Estende-se por uma área de 4,99 km². Em 2010 a comuna tinha 224 habitantes (densidade: 44,9 hab./km²).